# Internationales Bildungs- und Begegnungswerk

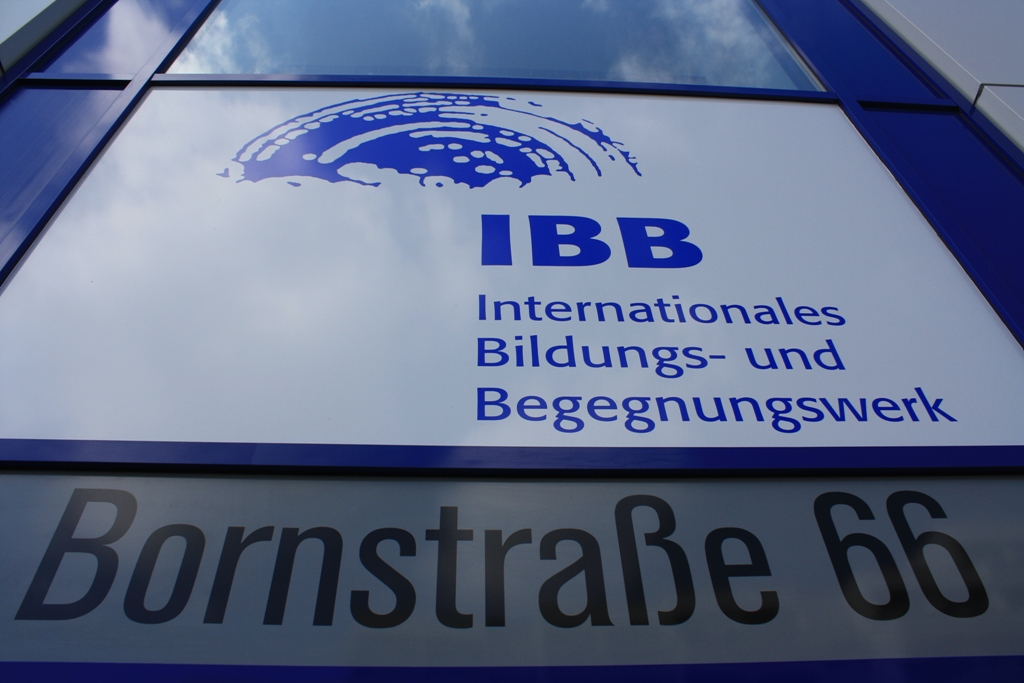

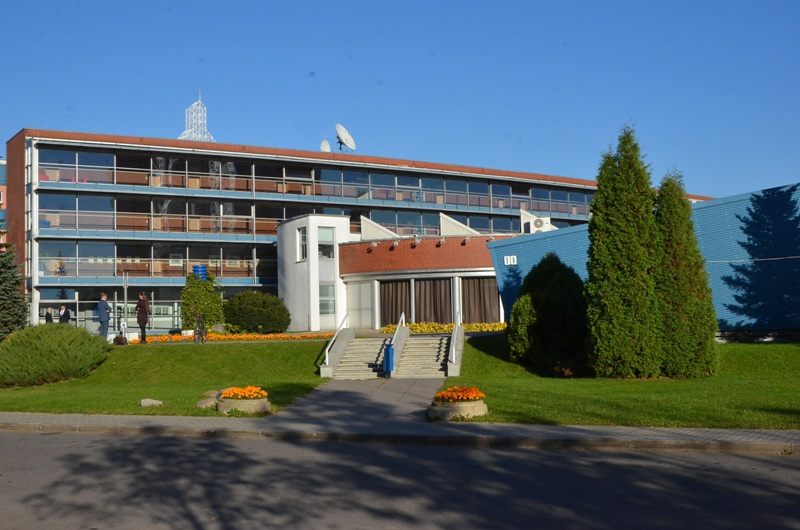

Das Internationale Bildungs- und Begegnungswerk e. V. und die Internationale Bildungs- und Begegnungswerk g. GmbH haben ihren Sitz in Dortmund (IBB Dortmund) und unterhalten eine Repräsentanz in Berlin. Das IBB Dortmund ist beteiligt an der Internationalen Bildungs- und Begegnungsstätte „Johannes Rau“ Minsk und Initiator der Geschichtswerkstatt „Leonid Lewin“ in Minsk. Außerdem betreibt das IBB die Geschichtswerkstatt Tschernobyl in Charkiw in der Ukraine.
Das Internationale Bildungs- und Begegnungswerk e. V. ist eine in Nordrhein-Westfalen anerkannte Einrichtung der allgemeinen Weiterbildung und der politischen Bildung und anerkannter Träger der Kinder- und Jugendhilfe. Der Verein wurde 1986 von Aktivisten der Friedensbewegung gegründet. 2016 arbeiteten etwa 100 Personen hauptamtlich an den Standorten des IBB. Sie werden unterstützt durch die IBB-Mitglieder sowie Kuratoren.

## Ziele
Als Teil der ökumenischen Friedensbewegung setzt sich das Internationale Bildungs- und Begegnungswerk für Völkerverständigung, Versöhnung und Toleranz ein. Die Arbeit des IBB wird von Kirchen und Stiftungen im Land Nordrhein-Westfalen, vom Bund und verschiedenen Programmen der Europäischen Union finanziell und ideell unterstützt. Das Internationale Bildungs- und Begegnungswerk verfügt über ein europaweites Netzwerk von Partnerorganisationen, mit denen es in verschiedenen Projektzusammenhängen kooperiert.

## Geschichte und Einrichtungen
Zur Zeit der Vereinsgründung 1986 bestimmten Feindbilder und die Angst vor einer militärischen Eskalation zwischen Ost und West das Leben in Europa. Im Umfeld der Friedens- und Umweltbewegung wuchs der Wunsch nach Gegenkonzepten. Aus den Bildungs- und Begegnungsprojekten des IBB über den „Eisernen Vorhang“ hinweg entstand die Idee einer Internationalen Bildungs- und Begegnungsstätte, die Anfang der 1990er Jahre in Minsk gebaut wurde und seitdem ein Ort der Versöhnung, des Austauschs, des Dialogs und ganz besonders der praktischen Zusammenarbeit zwischen Ost- und Westeuropa ist.
2003 entstand die Geschichtswerkstatt Minsk als ein gemeinsames Projekt des IBB Dortmund, der IBB Minsk und des Verbandes der jüdischen Gemeinden in Belarus. Sie ist Treffpunkt für Überlebende des Holocaust und des Dialogs der Zeitzeugen mit Jugendlichen.
2012 entstand die Geschichtswerkstatt Tschernobyl in Charkiv in Kooperation mit dem „Deutsch-Ukrainischen Netzwerk“ und dem Verband der Liquidatoren in Charkiw. In Charkiw leben ca. 30.000 der 850.000 Liquidatoren, die als Soldaten, Feuerwehrmänner, Piloten, Straßenarbeiter, Köche und in anderen Berufen als Ersthelfer am Reaktor von Tschernobyl im Einsatz waren. Die Geschichtswerkstatt hält die Erinnerung an die weitreichenden Folgen der Nuklearkatastrophe von Tschernobyl wach und dient als Treffpunkt der Liquidatoren.
Meilensteine in der IBB-Geschichte:
- 1990 erfolgte die Grundsteinlegung für die IBB Minsk im Beisein von 400 Teilnehmenden aus Deutschland und vielen Gästen aus Belarus. 1994 erfolgte die Eröffnung der IBB Minsk.
- Seit 2002 betreut das IBB Dortmund das Förderprogramm Belarus.
- 2003 nahm die Geschichtswerkstatt Minsk ihre Arbeit auf.
- 2008 legte das IBB mit der Unterstützung der Stiftung Mercator erstmals ewoca³ auf, das Förderprogramm für Jugendeinrichtungen in Nordrhein-Westfalen.
- Für sein Zeitzeugenprojekt an Schulen "20 Jahre Deutsche Einheit" erhielt das IBB 2011 den „einheitspreis 2011 - Bürgerpreis zur Deutschen Einheit“.[4]

Der IBB e.V. organisiert und begleitet seit seiner Gründung Schülerfahrten zur "Spurensuche Nationalsozialismus". Seit 2015 ist die IBB gGmbH als Zentralstelle für Gedenkstättenfahrten durch das Bundesministerium für Familie, Senioren, Frauen und Jugend anerkannt.
Einen breiten Raum nimmt die Erinnerung an die Reaktorkatastrophe an Tschernobyl und seit 2012 auch die Erinnerung an die Reaktorkatastrophe von Fukushima ein.
Außerdem legt das IBB regelmäßig interkulturelle Trainings für haupt- und ehrenamtlich Mitarbeitende in der Flüchtlingshilfe und sozialen Berufen auf.

## Schwerpunkte und Programme
Das IBB Dortmund konzentriert sich auf die Schwerpunkte „Erinnern“, „Soziale Gesellschaft“, „Nachhaltigkeit“ und „Europa erfahren“.
Zum Schwerpunkt Erinnern zählen Angebote zur Spurensuche Nationalsozialismus, die Förderung von Gedenkstättenfahrten an Gedenkorte in Polen, die Arbeit der Geschichtswerkstatt „Leonid Lewin“ Minsk und der Geschichtswerkstatt Charkiw, die Initiative für eine würdige Gedenkstätte Trostenez und Projekte zum gemeinsamen Erinnern. Ziel ist jeweils ein Lernen aus der Geschichte für eine gemeinsame Zukunft in Europa.
Zum Schwerpunkt Nachhaltigkeit zählen die Europäischen Aktionswochen "Für eine Zukunft nach Tschernobyl und Fukushima", das Förderprogramm Belarus und ewoca³ und ewoca³ (+), die Förderprogramme für Jugendeinrichtungen.
Zum Schwerpunkt Soziale Gesellschaft zählen Fortbildungen im Dialog mit der Türkei, Fortbildungen zur Kultursensiblen Arbeit, die Arbeit im Netzwerk Inklud:Mi und Fachkräfteexkursionen. Auch die Geschichtswerkstatt Tschernobyl und das Förderprogramm Belarus widmen sich dem Schwerpunkt Soziale Gesellschaft.
Zum Schwerpunkt Europa erfahren zählen Seminare und Fahrten zur beruflichen und allgemeinen Weiterbildung sowie zur politischen Bildung.
Europaweit initiieren der IBB e. V. und die IBB gGmH mehr als 1000 Veranstaltungen pro Jahr wie Zeitzeugengespräche, Studienfahrten, interkulturelle Begegnungen, Fortbildungen, internationale Konferenzen, Workshops und Workcamps. Fast alle Programme erfolgen in Kooperation mit Partnern.

## Nachhaltigkeit
Das IBB Dortmund unterstützt in seinen Seminaren und Förderprogrammen die Prinzipien der Bildung für eine nachhaltige Entwicklung und setzt sich für die Energiewende in Europa ein.

## Publikationen
- Grenzen überwinden – Imagebroschüre des Internationalen Bildungs- und Begegnungswerks Dortmund (IBB Dortmund)
- Belarus Perspektiven – Zeitschrift (erscheint 4× im Jahr)
- Europäische Perspektiven, Gedenken für eine gemeinsame europäische Zukunft, Dokumentation einer Gedenkreise nach Trostenez im Mai 2015, IBB Dortmund, 2015
- 20 Jahre IBB „Johannes Rau“ Minsk – Broschüre zum Jahrestag 2014
- Erlebtes erleben – Bildband über das Schaffen des belarussischen Künstlers und Architekten Leonid Lewin, IBB Dortmund, 2010
- Geschichtswerkstatt Minsk, ein historisches Projekt am authentischen Ort, IBB Dortmund, 2013
- Die Stadt Minsk während der deutschen Besetzung, Uwe Gartenschläger, Hrsg. IBB Dortmund,
- Paul Kohl: Das Vernichtungslager Trostenez – Augenzeugenberichte und Dokumente
- Ljuba Abramowitsch, Hans-Heinrich Nolte: Die Leere in Slonim
- „Wenn Worte schreien und weinen“ – Tagebücher der Ljalja und Berta Bruk
- Der Vernichtungsort Trostenez in der europäischen Erinnerung – Materialien zur Konferenz 2013
- Verlorene Orte, gebrochene Biografien – Bildband mit Fotos von Rüdiger Lubricht, Hrsg. IBB Dortmund, 2011
- Tschernobyl und die europäische Solidaritätsbewegung, IBB Dortmund, 2011
- Tschernobyl: Menschen, Orte. Solidarität, IBB Dortmund, 2011
- Tagungsdokumentation „Dialog mit der Türkei“
- Studienreisen zu Gedenkstätten in Polen, Monika Junge-Wentrup, Hrsg. IBB Dortmund, 2015